# Paralastor placens
Paralastor placens är en stekelart som beskrevs av Perkins 1914. Paralastor placens ingår i släktet Paralastor och familjen Eumenidae. Inga underarter finns listade i Catalogue of Life.